# Routt County
Routt County je okres ve státě Colorado ve Spojených státech amerických. K roku 2000 zde žilo 19 690 obyvatel. Správním městem okresu je Steamboat Springs. Celková rozloha okresu činí 6 133 km².